# Sikó László
Sikó László (Barót, 1941. június 25. –) erdélyi magyar állatorvos, állattenyésztési szakíró.

## Kutatási területe
Állatorvosi mikrobiológia, anyagcserezavarok s azok különböző megjelenési formái a háziállatoknál.

## Életútja
A középiskoláit szülővárosában és 1957–60 között Marosvásárhelyen, az állat-egészségügyi technikumban végezte; 1965-ben Bukarestben a Mezőgazdasági Akadémia Állatorvostudományi Karán szerzett főiskolai diplomát. Ugyanitt 1982-ben főorvosi, 1988-ban doktori fokozatot szerzett. Disszertációjának témája: kutatások az állati eredetű élelmiszerek szerepéről a betegségek járványtanában. Magyar, román és francia nyelven közölt tanulmányokat szakfolyóiratokban.
1965–66-ban körzeti állatorvos Uzonban; 1966–89 között a Kovászna megyei Állategészségügyi Laboratórium munkatársa, 1978-tól vezetője. 1989–91 között a sepsiszentgyörgyi Állami Gazdaság főállatorvosa, 1991-től a sepsiszentgyörgyi Állatorvosi Körzet vezetője. Tagja az Állatorvosok Szövetségének, 1979–90 között a megyei szervezet elnöke.